# 북위 선무제
위 세종 선무황제 원각(魏 世宗 宣武皇帝 元恪, 483년 5월 27일(음력 윤 4월 5일) ~ 515년 2월 12일(음력 1월 13일), 재위：499년 ~ 515년)은 중국 남북조 시대 북위(北魏)의 제8대 황제이다. 제7대 황제 효문제의 차남이다.

## 생애
황태자였던 맏형 원순(元恂)은 아버지 효문제가 추진하는 한화 정책에 반대해 반란을 모의했다가 폐위되어 죽었기 때문에 동생인 원각이 대신 황태자가 되었다. 499년 효문제가 세상을 떠나자 17세로 즉위했다. 초기에는 종실인 숙부 함양왕 원희(咸陽王 元禧), 상서령 왕숙 등의 보좌를 받았다.
재위중, 양나라를 공격해 사천지방으로 영토를 확대해, 북방에서는 유연에 대타격을 주었다. 하지만, 그는 불교 신자였고 점차 불교 신앙에 빠졌다. 501년, 국정을 측근이나 외척인 고조에게 맡겨 친정을 시작했으며 이윽고 황족들을 멀리했다. 508년 고조의 진언으로 황족의 어른인 숙부 원희와 그 막내 아우인 팽성왕 원협, 이복동생인 경조왕 원유 등 많은 황족들을 죽였다. 그리고 왕숙에 대해서도 자살을 명령했다.
아버지와 같이 33세의 젊은 나이로 사망해, 낙양 교외에 매장되었다.

## 가계도
- 황후(정비) : 순황후 우씨(順皇后 于氏) (488~507)
  - 제 1황자 : 왕자 원창(元昌) (506~508)
- 황후(계비) : 숭헌황후 고씨 고영(崇憲皇后 高氏 高英) (~518)
  - 황녀 : 건덕공주(建德公主)
- 황후(추존) : 영황후 호씨 (?~528)
  - 제 3황자 : 태자 원후(元詡) (510~528) - (북위 효명제)
- 후궁 : 귀빈 사마씨 사마현자(貴嬪 司馬氏 司馬顯姿) (491~521)
- 후궁 : 귀화 왕씨 왕보현(貴華 王氏 王普賢) (487~513)
- 후궁 : 빈 이씨(嬪 李氏)
- 생모미상
  - 황녀 : 태원공주(太原公主)
  - 황녀 : 양평공주(陽平公主)

## 기년
| 선무제      | 원년                            | 2년        | 3년                 | 4년        | 5년                 | 6년        | 7년        | 8년        | 9년                 | 10년       |
| ----------- | ------------------------------- | ---------- | ------------------- | ---------- | ------------------- | ---------- | ---------- | ---------- | ------------------- | ---------- |
| 서력 (西曆) | 500년                           | 501년      | 502년               | 503년      | 504년               | 505년      | 506년      | 507년      | 508년               | 509년      |
| 간지 (干支) | 경진(庚辰)                      | 신사(辛巳) | 임오(壬午)          | 계미(癸未) | 갑신(甲申)          | 을유(乙酉) | 병술(丙戌) | 정해(丁亥) | 무자(戊子)          | 기축(己丑) |
| 연호 (年號) | 태화(太和) 24년 경명(景明) 원년 | 2년        | 3년                 | 4년        | 5년 정시(正始) 원년 | 2년        | 3년        | 4년        | 5년 영평(正始) 원년 | 2년        |
| 선무제      | 11년                            | 12년       | 13년                | 14년       | 15년                | 16년       |            |            |                     |            |
| 서력 (西曆) | 510년                           | 511년      | 512년               | 513년      | 514년               | 515년      |            |            |                     |            |
| 간지 (干支) | 경인(庚寅)                      | 신묘(辛卯) | 임진(壬辰)          | 계사(癸巳) | 갑오(甲午)          | 을미(乙未) |            |            |                     |            |
| 연호 (年號) | 3년                             | 4년        | 5년 연창(延昌) 원년 | 2년        | 3년                 | 4년        |            |            |                     |            |